# Ђурица Јојкић
Ђурица Јојкић (Турија, код Србобрана, 1914 — Београд, 12. фебруар 1981) био је правник, учесник Народноослободилачке борбе, друштвено-политички радник СР Србије и САП Војводине. У периоду од 6. маја 1967. до 7. маја 1969. године обављао је функцију председника Извршног већа Скупштине Социјалистичке Републике Србије.

## Биографија
Рођен је 1914. године у селу Турији, код Србобрана. Гимназију је учио у Србобрану и Врбасу, а Правни факултет је завршио у Београду. Касније је завршио Вишу партијску школу „Ђуро Ђаковић“ у Београду.
Учествовао је у раду комунистичког студентског покрета. Био је члан Комунистичке партије Југославије (КПЈ) од 1939. године. У Народноослободилачкој борби учествује од 1941. године. По ослобођењу је био помоћник команданта Војне области за Бачку и Барању, потпредседник Народноослободилачког одбора за Новосадски округ, члан председништва Главног народноослободилачког одбора Војводине. Непрекидно је биран за народног посланика Народне скупштине НР Србије и за народног посланика Народне скупштине ФНРЈ.
Био је председник Народног одбора среза Београд, народни посланик Савезног већа Савезне народне скупштине за изборни срез Београд III, члан Централног одбора СУБНОР-а Југославије, члан Главног одбора ССРН Србије, члан ЦК СК Србије.
Од 1950. до 1951. године био је министар просвете у Влади НР Србије, а после тога председник Градског народног одбора у Београду, од 1951. до 1955. године; секретар Градског комитета СК Београда, председник Народног одбора среза Београд.
Председник Извршног већа АП Војводине био је од 1962. до 1963. године, а од 6. јуна 1967. до 7. маја 1969. године председник Извршног већа Скупштине СР Србије (Влада Ђурице Јојкића).
Носилац је Партизанске споменице 1941. и других високих југословенских одликовања, међу којима су — Орден братства и јединства првог реда, Орден за храброст и Орден заслуга за народ другог реда.